# 青埔青昇宮
25°00′56″N 121°13′21″E / 25.015636°N 121.222548°E
青埔青昇宮，是位於臺灣桃園市中壢區青埔里的王爺廟，中華職棒隊伍會來此祭拜以求比賽獲勝。

## 建立
1983年，桃園縣縣長徐鴻志參加青埔里里民大會，答應修築被洪水沖垮已有多年的河堤。1985年建造河堤時，在新街溪坍陷舊堤石堆中發現了一尊木雕神像，被視為神蹟，遂以石頭蓋廟祭祀。被稱為「青埔王公」的神像造型為手持金鞭、腳踏雙獅。該時6月12日下午，徐鴻志在議員陳星煌、民政局長魏廷寬等人陪同下，特別前往了解，並回答民眾建廟問題，也承諾幫助蓋廟和解決交通事宜。
在該年6月12日報導時，信徒送的金牌已到五面。短短兩年時間，建廟基金達新台幣千萬元。廟宇就建在青埔高鐵特區的新街溪旁，附近則有桃園國際棒球場，成為青埔地方信仰中心。青埔特區的青昇路就取自此。廟方也把徐鴻志當初承諾修築河堤的事記載在廟史上。

## 祭祀
青埔王公神像造型有獅子，神名帶有綠色含意的「青」字，恰好恰好同為統一獅吉祥物、代表色。2011年中華職棒總冠軍賽期間，統一獅隊到青昇宮祭拜後，即順利拿下總冠軍。青昇宮因此成為有名的「棒球廟」。
當年冠軍賽時，Lamigo桃猿總教練洪一中和領隊蘇敬軒在第2戰賽前也有去參拜，但不敵「連兩天都拜」的獅隊，於延長賽13局輸掉。以4勝1敗奪總冠軍的統一獅為了還願，當年下半季7月25日在桃園主場特別舉行「青昇宮主題日」，送入場球迷平安符。
桃猿隊的主場換成桃園後，除了也會到此廟祭拜外，還會去芝芭里福德宮祭拜。在2012年5月18日桃猿隊終止獅隊4連勝後，洪一中開玩笑表示青昇宮選擇了在地球隊。到了2013年9月4日，在桃園已九連敗的統一獅再來祭拜青昇宮，次日第10役還是輸給主場換成桃園的Lamigo桃猿。此戰創下中職單一球隊在桃園球場最長連敗紀錄。對此，統一獅代理總教練陳連宏表示考慮請一尊觀世音菩薩到場壓陣。次年4月4日，統一獅依照慣例又來拜，不過未能如願獲得勝利。

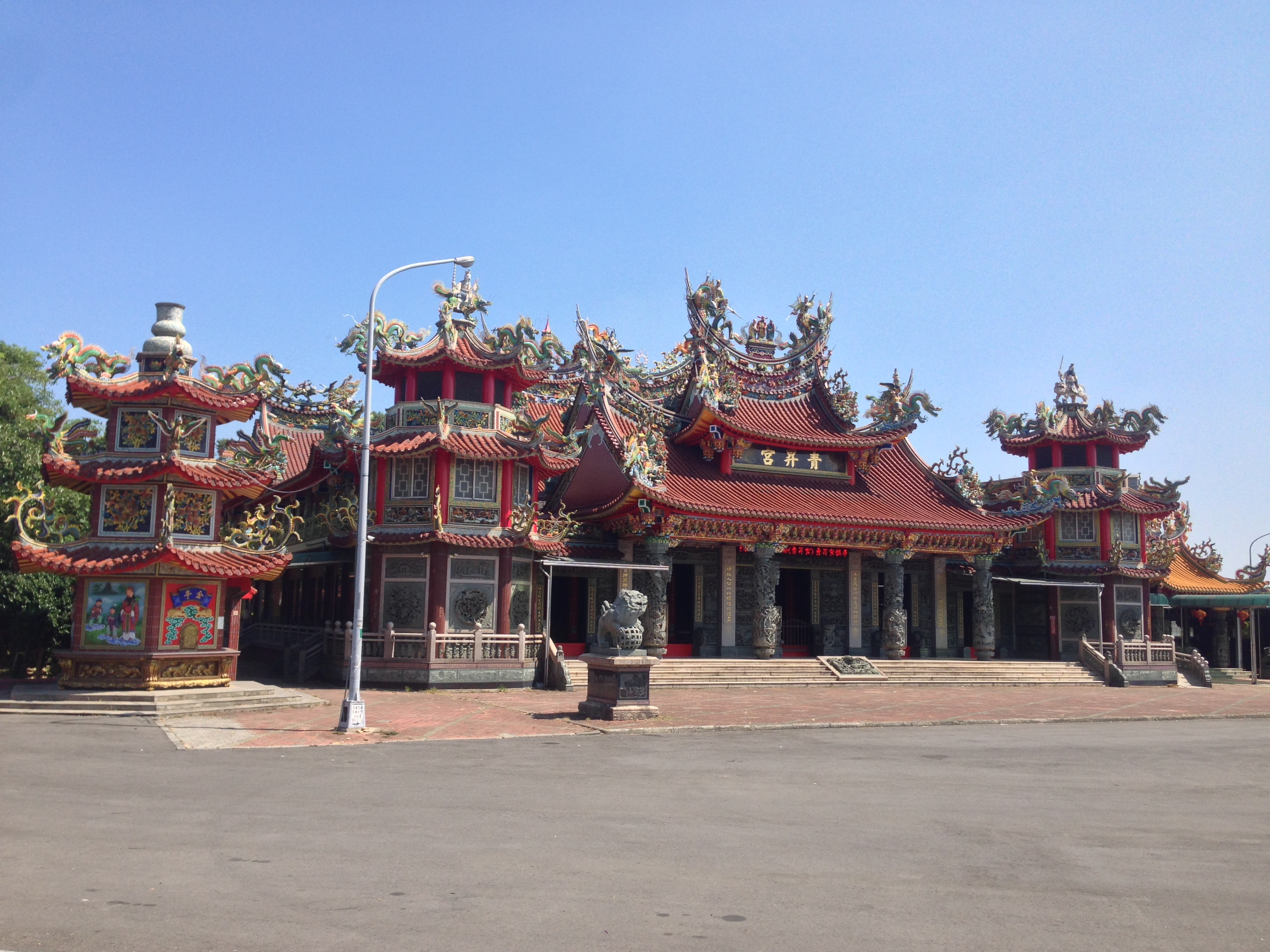
青埔青昇宮
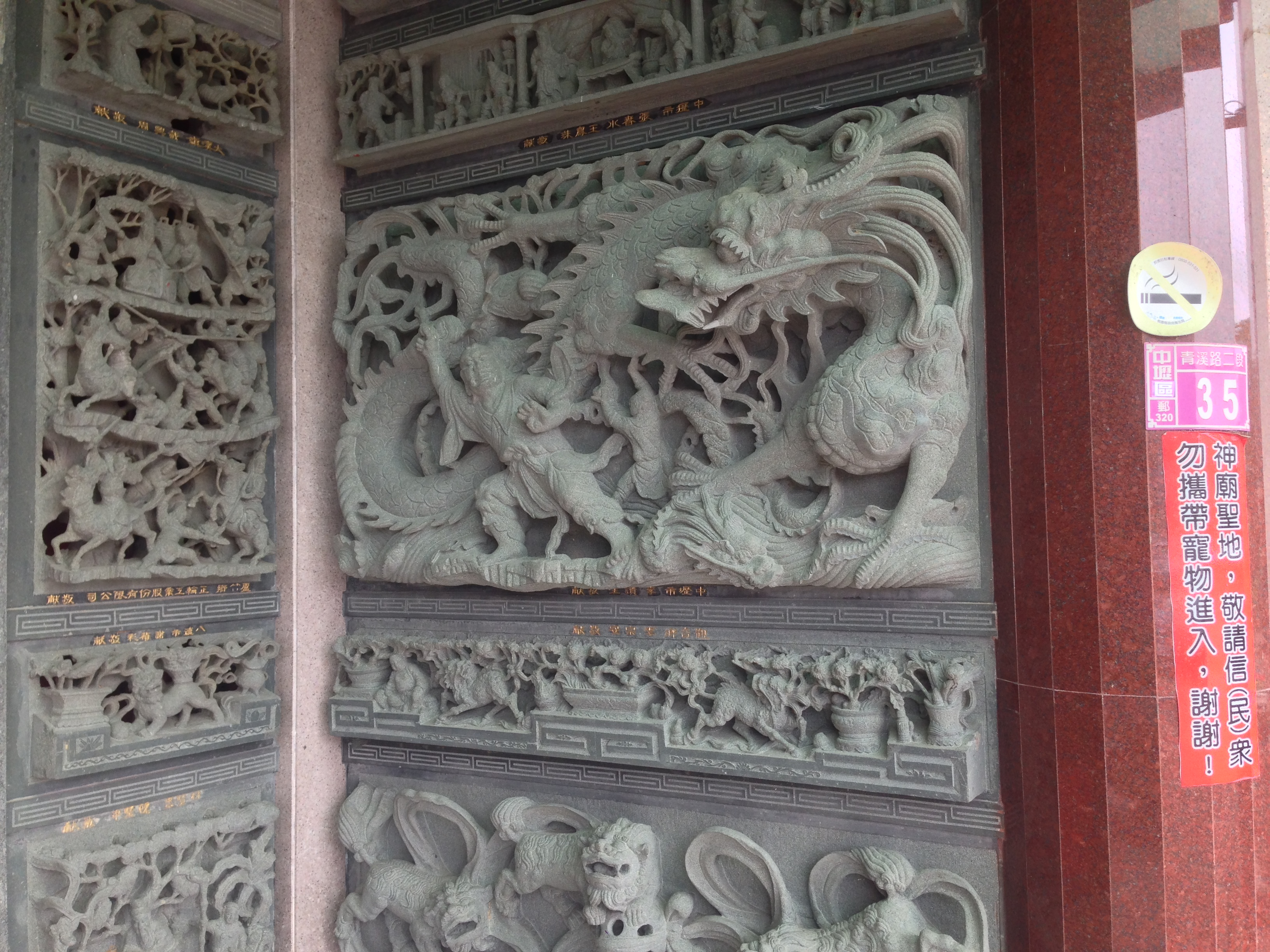
廟址為青溪路二段35號。
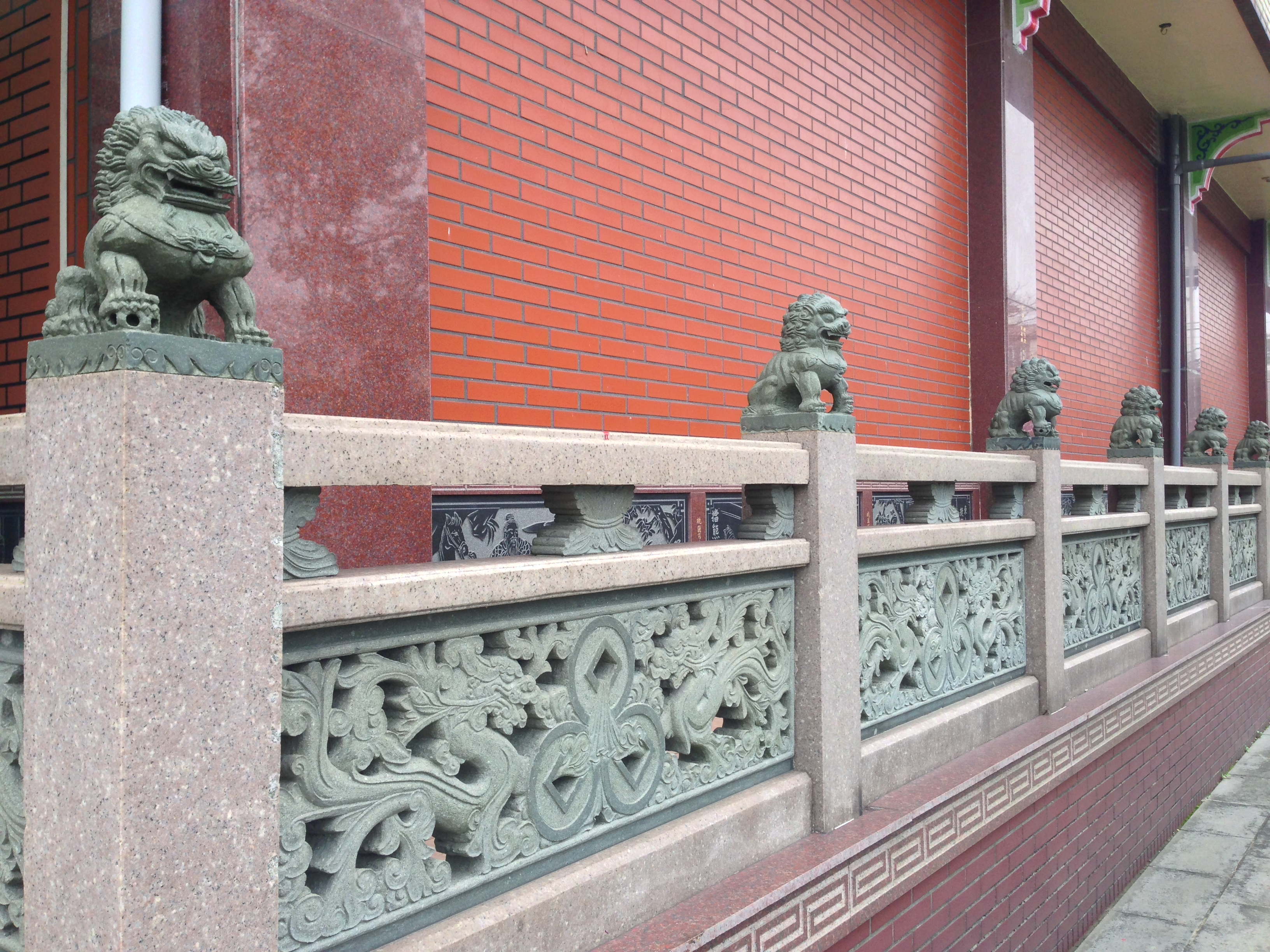
以獅子為造型的扶欄。
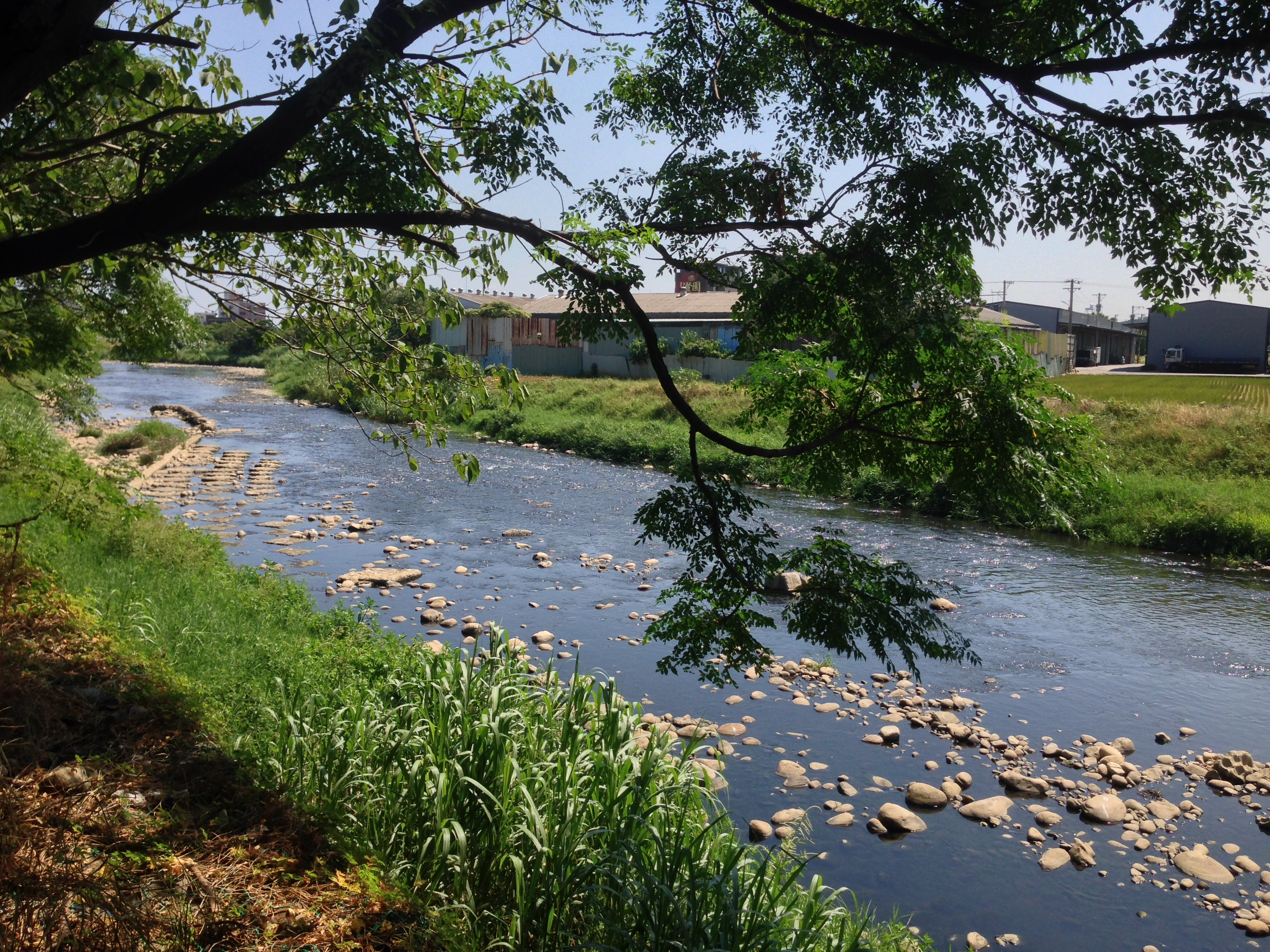
廟旁的新街溪。

## 外部連結
- 青昇宮的Facebook專頁
- 官方网站